# Trestonia grisea
Trestonia grisea är en skalbaggsart som beskrevs av Martins och Maria Helena M. Galileo 1990. Trestonia grisea ingår i släktet Trestonia och familjen långhorningar. Inga underarter finns listade i Catalogue of Life.